# Spaceguard
Le terme Spaceguard est une référence approximative aux nombreux efforts visant à découvrir et étudier les géocroiseurs (en anglais Near-Earth Objects ou NEO, soit Objets proches de la Terre).
Arthur C. Clarke a forgé le terme dans sa nouvelle Rendez-vous avec Rama où Spaceguard était le nom d'un système d'alerte avancée créé pour suivre un impact catastrophique d'astéroïde. Ce nom fut adopté ultérieurement par un grand nombre d'initiatives en vue de découvrir et étudier les géocroiseurs.

## Historique
Une étude de 1992 du Congrès des États-Unis a produit un rapport d'étude sur Spaceguard qui conduit à un mandat donné à la NASA de localiser 90 % des grands astéroïdes géocroiseurs sous dix ans. Cette perspective est souvent évoquée comme les « Objectifs de Spaceguard », et ils semblent avoir été atteints en 2011. De nombreuses initiatives ayant reçu des financements de la NASA sont toutes considérées comme travaillant pour le projet Spaceguard.
Le Groupe de Travail sur les géocroiseurs (WGNEO) de l'Union astronomique internationale (IAU/UAI) a présenté en 1995 un article intitulé « Début de l'étude Spaceguard, qui a débouché sur une organisation internationale intitulée la Fondation Spaceguard (en).
À la suite, des associations ou fondations Spaceguard se sont formées dans différents pays autour du monde pour soutenir l'idée de découvrir et d'étudier les géocroiseurs. Généralement, les organisationsSpaceguard formées à l'intérieur d'un pays spécifique ne sont associées aux fondations internationales ou américaines que par le seul nom, les intérêts communs et les buts similaires.
Les astéroïdes sont découverts par des télescopes qui surveillent de façon répétées de larges zones du ciel. Des efforts qui se concentrent sur la découverte de NEO sont considérés comme faisant partie des études Spaceguard, sans considération de l'organisation à laquelle ils sont affiliés.
Ni l'événement de la Méditerranée orientale de juin 2002, ni l'évènement de Vitim de septembre 2002 n'ont été détectés à l'avance par l'une des initiatives Spaceguard, cependant, le 6 octobre 2008, le météoroïde 2008 TC3 fut détecté par le télescope de 1,5 mètre du Catalina Sky Survey (CSS) au Mont Lemmon, et visualisé abondamment jusqu'à son impact avec la Terre le jour suivant.

### Sources
- (en) Cet article est partiellement ou en totalité issu de l’article de Wikipédia en anglais intitulé « Spaceguard » (voir la liste des auteurs).
- Space Frontier Foundation